# Melecjusz z Antiochii
Melecjusz z Antiochii (gr. Μελέτιος Αντιοχείας; ur. w Melitene, zm. 381) – biskup Sebasty (358) oraz patriarcha Antiochii (360), święty Cerkwi prawosławnej i Kościoła katolickiego.

## Życiorys
Melecjusz urodził się w ormiańskiej Melitene. Został biskupem Sebasty w 357 lub 358 r., a w rok później (359) brał udział w synodzie w Seleucji. Jego wybór na patriarchę poparł, na synodzie antiocheńskim (ok. 360), św. Euzebiusz z Samosaty, a zatwierdził cesarz Konstancjusz II, sprzyjający arianom. Po objęciu stanowiska Melecjusz spostrzegł, iż arianie, odmiennie interpretujący chrześcijański dogmat o Trójcy Świętej, są w błędzie i zaczął stanowczo występować przeciwko nim. Heretycy wymusili na cesarzu Walensie usunięcie go z katedry i wygnanie (365–367 oraz 371–377), które spędził w odosobnieniu w Berei. Oficjalnie uznano go za odstępcę od prawdziwej wiary. W tym czasie Lucyfer z Cagliari (Lucyferiusz) wyświęcił na biskupa przeciwnika Melecjusza kapłana Paulina. Melecjusz powrócił do Antiochii za cesarza Juliana (362). W tym czasie w Antiochii urzędowało 3 biskupów: Euzojusz dla arian, Paulin dla eustacjan i Melecjusz. Historycy nazywają to schizmą melecjańską. Melecjusz ponownie został wygnany, gdy sam Atanazy Wielki (362) opowiedział się za Paulinem. Ujęli się za nim biskupi kapadoccy, m.in. Bazyli Wielki z Cezarei i gdy na tron cesarski wstąpił Gracjan (378), odwołał Melecjusza z wygnania. W czasie swoich rządów biskup przyczynił się do przywracania pokoju i zgody. W 379 zwołał synod i przygotował wyznanie wiary, zatwierdzone wkrótce przez sobór konstantynopolitański (381), któremu przewodniczył.

## Kult
Melecjusz zmarł w maju 381 r., przed końcem obrad i schizmy (413). W jego pogrzebie brał udział Grzegorz z Nyssy, który wygłosił mowę pogrzebową. Jego pamięć w panegiryku uczcił jego były lektor św. Jan Chryzostom.
Wspomnienie liturgiczne św. Melecjusza obchodzone jest 12 lutego (za synaksarionami wschodnimi), w dzień przeniesienia relikwii do Antiochii. Dzień obchodów został przyjęty przez Martyrologium Rzymskie w XVI wieku.
Sam Kościół prawosławny, z uwagi na liturgię według kalendarza juliańskiego, wspomina świętego 12/25 lutego tj. 25 lutego według kalendarza gregoriańskiego.
W ikonografii święty przedstawiany jest jako stary mężczyzna z dosyć długą, siwą brodą, wyraźnie rozdzielającą się na dwa kosmyki. Ubrany jest w liturgiczne, biskupie szaty, ozdobione w duże krzyże. Zazwyczaj prawą ręką błogosławi, w lewej trzyma Ewangelię.